# Moncel-sur-Seille
Moncel-sur-Seille település Franciaországban, Meurthe-et-Moselle megyében. Lakosainak száma 533 fő (2022. január 1.). Moncel-sur-Seille Pettoncourt, Chambrey, Bezange-la-Grande, Brin-sur-Seille, Mazerulles és Sornéville községekkel határos.

## Népesség
A település népességének változása:
| Lakosok száma | 324  | 434  | 485  | 502  | 487  | 507  | 523  | 514  | 521  | 533  |
|               | 1968 | 1982 | 1990 | 2006 | 2013 | 2015 | 2017 | 2019 | 2020 | 2022 |